# Marie Kvapilová
Plk. Marie Kvapilová (rodným jménem Pišlová, 28. listopadu 1921 Malá Zubovščina – 22. září 2017 Česko) byla zdravotnicí a radiotelegrafistkou 1. československého armádního sboru v období druhé světové války a poté pedagožkou.

## Život

### Před druhou světovou válkou
Marie Pišlová se narodila 28. listopadu 1921 v Malé Zubovščině v Žytomyrské oblasti Volyně v rodině Josefa Pišla a Marie, rozené Hnojílkové. Její předkové byly jedněmi ze spoluzakladatelů české obce Malá Zuboščina na Volyni. Vychodila obecnou školu, poté se rodina přestěhovala do Roslavle ve Smolenské oblasti. Zde vystudovala střední školu.

### Druhá světová válka
Marie Pišlová společně s celou rodinou byla již 22. června 1941, tedy v den napadení Sovětského svazu nacistickým Německem, internována v táboře NKVD v Orankách (následně v Akťubinsku) a to z důvodu údajné příslušnosti české rodiny do Protektorátu Čechy a Morava. Propuštěna byla 16. února 1942, poté pracovala v Gurjevu v místním muzeu. Vstoupila do 1. československého samostatného polního praporu, kde byla prezentována k 23. červenci 1942. Po absolvování potřebných kurzů byla zařazena jako ošetřovatelka, následně pak jako radiotelegrafistka u velitele spojovací ústředny. V bitvě u Sokolova byla raněna. V květnu 1943 se účastnila II. všeslovanského kongresu v Moskvě jako delegátka praporu, poté se v Novochopjorsku stala příslušnicí spojovací roty. Zúčastnila se bojů o Kyjev, Bílou Cerekev, Karpatsko-dukelské operace a dalších. V říjnu 1944 byla přeložena k velitelskému spojovacímu praporu, v jehož řadách se zúčastnila osvobozování československých území.

### Po druhé světové válce
Marie Pišlová působila po skončení druhé světové války u spojovací roty Ministerstva národní obrany a následně na velitelství spojovacího vojska Prahy. Provdala za Oldřicha Kvapila, rovněž příslušníka 1. československého armádního sboru a budoucího generála. Manželům se v roce 1956 narodil syn Milan. Mezi lety 1946 a 1948 si dokončila pedagogické vzdělání, během čehož byla na neplacené dovolené a tak si vydělávala jako učitelka ruského jazyka na Městské odborné škole pro ženská povolání Renaty Tyršové v Praze. Po ukončení studií se v březnu 1948 vrátila velitelství spojovacího vojska hlavního štábu, od února 1949 do března 1950 působila jako tisková referentka kabinetu ministra národní obrany, poté vystřídala několik převážně administrativních funkcí. V listopadu 1954 byla propuštěna do zálohy a pracovala jako pedagožka. V důsledku válečných strádání pobírala částečný, od roku 1968 plný vojenský invalidní důchod. Zemřela 22. září 2017.

## Rodina
Příslušníky 1. československého armádního sboru byli rovněž její otec Josef Pišl, československý legionář, který zahynul v roce 1943 při dopravní nehodě v Buzuluku, matka Marie Pišlová jako civilní zaměstnanec a sestry Anna Pišlová a Pavla Matoušková-Korousová. Její strýc Jan Pišl byl rovněž československým legionářem. Její syn prof. MUDr. Milan Kvapil je přednostou Geriatrické interní kliniky 2. lékařské fakulty Univerzity Karlovy a Fakultní nemocnice v Motole.

## Vyznamenání
- 1943 a 1946 Medaile za odvahu (SSSR)
- 1943 Československý válečný kříž 1939
- Československá medaile Za chrabrost před nepřítelem
- Československá medaile za zásluhy I. stupně
- 1947 Medaile za vítězství nad Německem ve Velké vlastenecké válce 1941–1945
- 1948 Sokolovská pamětní medaile
- 1955 a 1968 Řád rudé hvězdy
- Medaile Za svobodu Československa
- 1964 Dukelská pamětní medaile
- 1988 Řád vlastenecké války
- 2003 Záslužný kříž ministra obrany České republiky III. stupně
- 2016 Záslužný kříž ministra obrany České republiky II. stupně